# Alto Sinú
Alto Sinú es una de las 7 Subregiones del departamento colombiano de Córdoba. Esta región hace parte de los territorios focalizados PDET. Está integrada por los siguientes municipios:
- Tierralta
- Valencia